# Robert Esmie
Robert Esmie, född på Jamaica 5 juli 1972, är en kanadensisk friidrottare (sprinter). Esmie föddes visserligen på Jamaica men växte upp i Sudbury i Ontario. Esmie tillhör därmed en stor skara jamaicafödda sprintrar som representerat andra länder, tillsammans med Ben Johnson, Linford Christie och Donovan Bailey. Noterbart är att samtliga löpare i Kanadas framgångsrika stafettlag under 1990-talet var födda utomlands (Esmie, Bailey och Atlee Mahorn på Jamaica, Bruny Surin i Haiti och Glenroy Gilbert på Trinidad).

## Karriär
I stafetten vid friidrotts-VM 1993 blev det kanadensiska laget bronsmedaljörer på nya nationsrekordtiden 37.83, slagna endast av Förenta Staterna (37.48) och Storbritannien (37.77). Vid Samväldesspelen 1994 hemma i Victoria ingick Esmie i det kanadensiska guldlaget som vann 4x100 meter överlägset på tiden 38.39, närmast före Australien (38.88) och England (39.39). Vid inomhus-VM 1995 blev Esmie bronsmedaljör på 60 meter. Senare samma år löpte Esmie andrasträckan i det kanadensiska stafettlaget som vann VM-finalen i Göteborg. Noterbart är att det amerikanska laget växlade bort sig redan i försökstävlingen varför Förenta Staterna alltjämt av många ansågs vara det bästa laget inför OS i Atlanta 1996. I ursprungsplanen inför OS var Esmie inte en del av det kanadensiska laget men kom ändock att ingå då Carlton Chambers skadades. I finalen fick det amerikanska favoritlaget finna sig i att bli fullkomligt utklassade av grannlandet Kanada (med färske världsrekordinnehavaren Bailey på slutsträckan och Esmie på startsträckan). Kanada vann loppet på tiden 37.69, liktydigt med samväldesrekord och den främsta tiden någonsin av ett annat land än Förenta Staterna. Amerikanerna vann silvret på 38.05 medan Brasilien knep bronset på tiden 38.41.
I VM i Aten 1997 upprepade Kanada, med Esmie som startman, triumfen från Göteborg. Kanadensarnas segertid var 37.86, övriga medaljer togs av Nigeria (38.07) och Storbritannien (38.14).

## Medaljer
Guld
- OS 1996 4x100 meter (Kanada: Esmie, Gilbert, Surin och Bailey, 37.69 Samväldesrekord/NR)
- VM 1995 4x100 meter (Kanada: Bailey, Esmie, Gilbert och Surin, 38.31)
- VM 1997 4x100 meter (Kanada: Esmie, Gilbert, Surin och Bailey, 37.86)

Brons
- VM 1993 4x100 meter (Kanada: Esmie, Gilbert, Surin och Mahorn, 37.83 NR)

## Rekord
- 100 meter: 10.10, Abbotsford, 19 juli 1997
- 200 meter: 20.70, Victoria, 30 juli 1994
- 50 meter (inomhus): 5.67, Los Angeles, 19 februari 1994
- 60 meter (inomhus): 6.54, Paris, 7 mars 1997
- 200 meter (inomhus): 21.49, Stuttgart, 5 februari 1995